# Mariekerke (Belgio)
Mariekerke è una località del Belgio, nelle Fiandre. Comune autonomo fino al 1976, si è poi fuso con altri nel comune di Bornem.